# Kabuki-za
Le Kabuki-za (歌舞伎座) est le plus fameux théâtre de kabuki à Tokyo. Il est géré par la société Shōchiku.

## Histoire
Il est inauguré le 21 novembre 1889 dans le quartier de Ginza et tout de suite considéré comme un lieu de référence en matière de kabuki. C'est un bâtiment de deux étages dont l’extérieur est de style occidental, et l’intérieur, en cyprès du Japon, est de style japonais. En 1911, il fait l’objet de travaux très importants qui donnent également à l’aspect extérieur un style japonais. Cette deuxième version du Kabuki-za brûle entièrement dans un incendie en 1921.

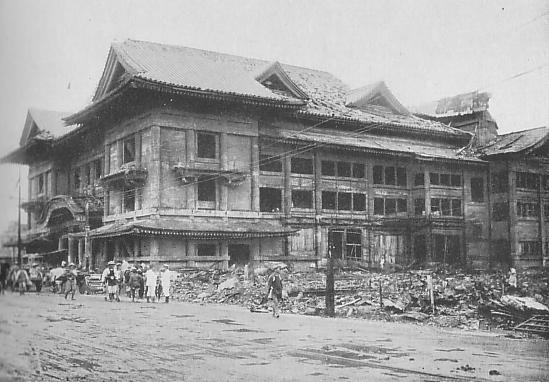
Le Kabuki-za en 1923, après le tremblement de terre de Kantō.

Il est reconstruit en 1923 par Shin'ichirō Okada (岡田 信一郎), qui s'inspire du style de l’époque Azuchi-Momoyama (1568-1603), notamment pour ses grands toits incurvés à pignon (破風, hafu). L'intérieur est cependant fortement endommagé par un incendie dû au terrible séisme de 1923 de Kantō, qui fit plus de 100 000 victimes ; il est finalement inauguré en 1924.

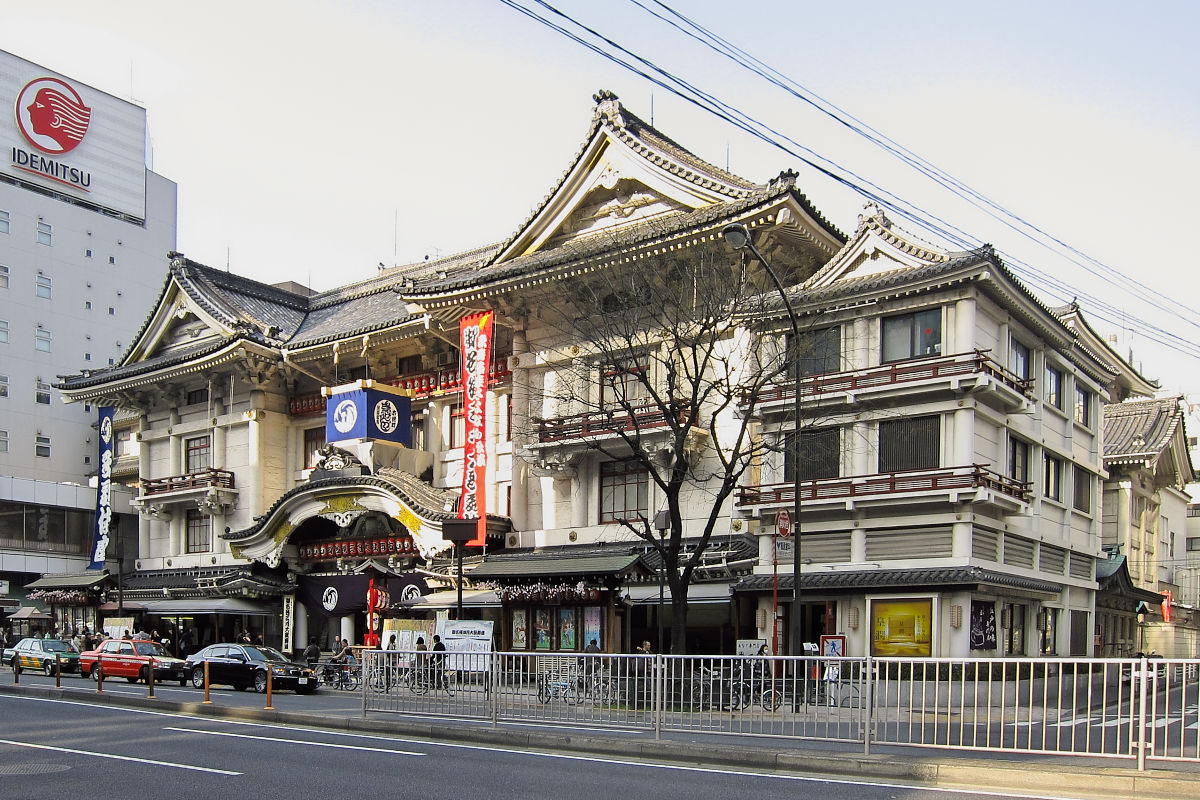
Le Kabuki-za en 2010.

Le Kabuki-za a de nouveau brûlé en 1945 à la suite des bombardements américains. Isoya Yoshida (1894-1974) achève sa reconstruction à l'identique en 1951, en s'inspirant du style sukiya-zukuri, apparu dans l’architecture des pavillons de thé à la fin de l'époque Azuchi-Momoyama. Il pouvait accueillir 1 600 spectateurs. La salle est détruite en avril 2010, ne respectant pas les normes de résistance sismique japonaises.
Elle est reconstruite dans le même site de 2010 à 2013 aux premiers étages d'un nouveau gratte-ciel, tout en reprenant certains éléments de façade existants. Le bâtiment est conçu par Kengo Kuma, s’inspirant aussi du style de l’époque Azuchi-Momoyama. Cette cinquième version du Kabuki-za ouvre le 2 avril 2013, après une semaine de célébrations. Le théâtre communique directement avec la station de métro Higashi-Ginza, située au deuxième sous-sol de l’édifice.

## Description
La nouvelle salle forme les cinq premiers étages, ainsi que deux sous-sols, d'un gratte-ciel de 29 étages. Elle peut recevoir 2 000 personnes. L'entrée est faite d'un grand vestibule (大間, ōma) dont le sol est recouvert d’une moquette rouge vif avec des piliers rouge sombre encadrés par des panneaux de brocart provenant du quartier des tisserands de Nishijin à Kyoto, et d'une guirlande de lanternes rouges en papier. Le quatrième étage propose une galerie et un jardin regroupant des objets historiques du théâtre kabuki.
Les dimensions de la scène sont identiques à celle de la version précédente : le plateau mesure 27,5 mètres de longueur sur 6,4 mètres de hauteur, et la partie circulaire mobile de la scène mawari butai (回り舞台) a toujours 18,2 mètres de diamètre. Une passerelle perpendiculaire à la scène, appelée hanamichi (花道, « chemin des fleurs ») prolonge celle-ci entre les sièges sur 18,2 mètres de long. Le rideau de scène mérite une attention particulière : il n'utilise que les trois couleurs ancestrales des décors du kabuki, le noir, le vert et l'orangé, manifestant le respect des traditions japonaises.
Outre la mise aux normes anti-sismiques, des écrans ont été installés sur les sièges, offrant des explications et des sous-titres, et la fosse fait désormais 16,45 mètres. La salle contient 1 808 sièges répartis sur trois niveaux : orchestre, premier balcon et deuxième balcon. Il comporte aussi un troisième balcon doté de 96 places à prix réduit « pour voir un seul acte » (一幕見席, hitomaku-miseki).

## Représentations
Le répertoire du Kabuki-za comporte des pièces mythologiques, des jidai mono (historiques) et des pièces d'amour. Les pièces les plus célèbres sont entre autres Funa benkei, Suicides d'amour à Amijima et Moritsuna jinya no dan (« Le Quartier général de Moritsuna »). C'est dans cette salle qu'a été donnée pour la première fois Iwashi Uri Koi Hikiami de Yukio Mishima en novembre 1954.
Les représentations ont lieu presque quotidiennement, elles débutent en fin de matinée, et durent jusqu'au soir. Le programme est composé dans la journée d'actes de pièces célèbres, entrecoupés de scènes dansées extraites d'autres pièces, et le soir d'une pièce entière. Mais il est possible, si l'on ne veut pas passer toute la journée au spectacle, de ne prendre un billet que pour un seul acte, ou une seule danse.